# سیارک ۹۱۴۸
سیارک ۹۱۴۸ (به انگلیسی: 9148 Boriszaitsev، نامگذاری:1977EL1) نه هزار و صد و چهل و هشتمین سیارک کشف شده‌است که در ۱۳ مارس ۱۹۷۷ کشف شد.
قدر مطلق سیارک برابر ۱۸.۶ است.